# Капелян, Григорий Исаакович
Григорий Исаакович Капелян (англ. Greg Kapelyan, литературный псевдоним Д-р Грабов; род. 2 февраля 1940, Ленинград) — российско-американский художник и литератор.

## Биография
Григорий Капелян родился 2 февраля 1940 года в семье художника и книжного графика Исаака Залмановича Копеляна, старшего брата актёра Ефима Копеляна. Окончил Институт имени Репина, факультет теории и истории искусства. Входил в группу восьми. В 1978 году эмигрировал в США. Живёт в Нью-Йорке.

## Творчество

### Изобразительное
Как в литературном, так и в изобразительном творчестве Григорий Капелян оставался за пределами официального художественного процесса, однако, начиная с 1969 года он находит применение своим способностям в керамике, выполняет официальные заказы и участвует в выставках как керамист. В 1977 году в Ленинградском отделении Союза художников состоялась выставка керамики «Одна композиция». Капелян вместе с Михаилом Копылковым были идейными вдохновителями этой выставки, отличавшейся свободой художников от диктата официального искусства. В 1980-е годы, уже в эмиграции, его литературные произведения публикуются в антологии современной русской поэзии Константина Кузьминского и на английском языке в американских литературных журналах. В 1989 году в издательстве Gnosis Press выходит «Обсидиановый кумир», его первый сборник рассказов на русском языке. В 1990-е годы проза Г. Капеляна становится доступна русскому читателю в альманахе «Незамеченная земля» и в журналах «Нева» и «Звезда». В 2006 году в Санкт-Петербурге вышла его книга «Вне контекста». В феврале 2010 года его керамика, коллажи и карандашные рисунки были представлены на выставке «Группы восьми» в петербургском Манеже, что было первым представительным показом его изобразительного творчества. Живописные холсты Г. Капеляна впервые выставлены в Москве в 2011 году, тогда же он, совместно с Наталией Хлебцевич, становится номинантом премии Кандинского (керамическая инсталляция «Слово и дело»).
В изобразительном творчестве Капелян опирается на традиции русского авангарда, сочетая конструктивистские начала с органической спонтанностью школы Филонова. Чистая абстракция идет рука об руку с фигуративными мотивами. Трактовка пространства часто носит парадоксальный характер, один и тот же участок холста может казаться и задним планом, и выступающей плоскостью.

### Литературное
Прозу и стихи Григория Капеляна можно считать продолжением петербургского литературного феномена обэриутов, однако в целом его словесное творчество не ограничивается абсурдистской эстетикой, опираясь на традицию Чехова. В послесловии к «Обсидиановому кумиру» американский писатель и литературный критик, профессор славистики Томас Эпстайн пишет:

«Здесь, в пяти замечательных повествованиях Григория Капеляна, перед нами встает наш запутанный и несообразный мир со всей его отвагой и тщетой, с его смехом и слезами, мир, в котором следствие порождает причину, где сны (и кошмары) властвуют над реальностью, где сущность и существование никогда не примирить...»  «...Сочетая остроумие с философской глубиной, сатиру с аллегорией, Капелян умудряется превратить этот странный, иногда причудливый материал в правдоподобный и убедительный текст, одновременно мрачный и веселый, устрашающий и смехотворный. Более того, благодаря неистощимой изобретательности, зоркой чувствительности ко всему абсурдному в человеческой природе и наконец, настоящей человечности, на котором основано его авторское видение, проза Капеляна преодолевает видимый философский пессимизм и становится торжеством надежды.»

«Вне контекста», вышедшая в 2006 году, не вписывается в традиционные жанровые рамки. Несмотря на то, что в книге не прослеживается единая сюжетная нить и отсутствует все объясняющий концепт, именно интертекстуальный принцип позволяет автору из несоединимых вещей сделать одно целое. Каждое слово, каждое утверждение может быть осознано в различных, и даже противоположных смыслах. Игра со словом, которое меняет смысл, вне и в зависимости от контекста, делает его многомерным пространством, отсылающим ко множеству культурных источников.
В 1969 году Капелян под псевдонимом Д-р Грабов пишет «Текст, непредназначеный для чтения» для авторской книги с офортами Вильяма Бруя «Ex Adverso», которая была напечатана в 9 экземплярах. Количество было обусловлено тем, что, по советским законам, 10 экземпляров чего угодно подлежало прохождению через цензуру. Позднее, в 2009 году, в связи с выставкой В.Бруя в Русском музее её куратор Александр Боровский напишет: 

«Офорты Ех Adverso сложились в изысканную рафинированную авторскую книгу, концепт которой был задуман Бруем совместно с Г.Капеляном (Доктор Грабов, написавший „междусловие“). Книга артикулировала свою визуальную самодостаточность: „текст, не предназначенный для чтения, свидетельствует своё отсутствие“. Для того времени, видимо, манифестация самодостаточности, дадаистской алогичности была важна, хотя бы как оппозиция незыблемой у нас традиции функциональности книжного оформления.»

## Выставки
- 1971 год — Молодые художники Ленинграда. Елагин дворец, Ленинград.
- 1975 год — Выставка «Инрыбпром 1». Комплекс «Экспо», Ленинград.
- 1975 год — Вторая всесоюзная выставка керамики, Вильнюс.
- 1975 год — «Fair un livre», выставка авторской книги. Центр Помпиду, Париж.
- 1977 год — «Одна композиция». Ленинградское отделение Союза Художников.
- 1977 год — Керамика и графика. Охтенский выставочный зал, Ленинград.
- 1979 год — Русский фестиваль в Амхерсте, Массачусетс, США.
- 1982 год — Искусство русского самиздата, передвижная выставка (Нью-Йорк, Рочестер, Вашингтон, Ричмонд, Питтсбург, Лос Анджелес, США).
- 2010 год — Выставка Группы Восьми («Лестница»). Манеж, Санкт-Петербург.
- 2011 год — НЕО-познанные объекты. Галерея ВХУТЕМАС, Москва.
- 2011 год — Премия Кандинского, Выставка номинантов, Москва.

## Труды
Работы художника находятся в Государственном Русском музее; Государственном Эрмитаже; Санкт-Петербургском Елагиноостровском музее русского декоративно-прикладного искусства и интерьера; Нью-Йоркском музее современного искусства; Jane Voorhees Zimmerli Art Museum, Нью-Брансуик, Нью-Джерси, США. А также в частных собраниях в Санкт-Петербурге, Москве, Нью-Йорке, Лондоне, Париже, Соше (Нормандия).

## Публикации
- Стихотворения и тексты в «Антологии новейшей русской поэзии у Голубой Лагуны» под редакцией К. Кузьминского и Г. Ковалева, Том 2,. Oriental Research Partners, Newtonville, Mass. 1983: «Запретное чтение», стихотворение на английском языке. Журнал «City Nine», Нью-Йорк, 1984.
- «Обсидиановый кумир», сборник рассказов, Гнозис-Пресс, Нью-Йорк, 1989.
- «Ступ Льпусанский», рассказ в английском переводе Томаса Эпстайна в журнале «Alea» (США), 1990.
- «Назначение», рассказ в английском переводе Томаса Эпстайна в журнале «Alea», (США), 1991.
- «Кока», «Фредерик, Карл, Жорж, Леопольд», рассказы в английском переводе Клаудии Новак-Джонс. Журнал «Literary Review» (Farleigh Dickinson University, Madison NJ), 1991.
- «Обсидиановый кумир», рассказ. В литературно-художественном альманахе «Незамеченная земля», Москва-Петербург, 1991.
- «Малый Абзац», рассказ, журнал «Нева», Санкт-Петербург, 1998.
- «Христос», рассказ, журнал «Звезда», Санкт-Петербург, 1999.
- «Вне контекста», короткая проза, ОАО «Искусство России», Санкт-Петербург, 1999.
- Русский перевод французских хайку Моник Пуляр и статья о творчестве Вильяма Бруя в книге Monique Poulard Haïkus / William Bruï Peintures, Auréoline Editions. Франция, 2006.
- «Алфавит», рассказ в литературно-художественном альманахе «Новая Кожа», Кожа-пресс, Нью-Йорк-Москва, 2007.
- «Русские беседы», короткая проза в переводе на чешский язык Яна Махонина, журнал «Бабилон», Прага, 2009.
- «Подземные птицы», рассказ, «Русские беседы», рассказ в литературно-художественном альманахе «Новая Кожа 2», Кожа-пресс, Нью-Йорк-Москва, 2009.
- «Старые боги», цикл рассказов, готовится к печати в издательстве «Редкая книга из Санкт-Петербурга», Санкт-Петербург, 2010.